# Kokandia
Kokandia is een geslacht van vliesvleugeligen uit de familie Eulophidae. De wetenschappelijke naam van dit geslacht is voor het eerst geldig gepubliceerd in 1995 door Efremova & Kriskovich.

## Soorten
Het geslacht Kokandia is monotypisch en omvat slechts de volgende soort:
- Kokandia salsolicola Efremova & Kriskovich, 1995